# Primevère du Japon
Primula japonica
Espèce
Classification phylogénétique
La Primevère du Japon (Primula japonica) est une espèce de plantes à fleurs de la famille des Primulacées. C'est une plante herbacée originaire du Japon.